# Bondsbureau voor de Statistiek
Het Bondsbureau voor de statistiek, afgekort BFS of OFS of UST, van respectievelijk Bundesamt für Statistik, Office fédéral de la statistique en Ufficio federale di statistica, is het Zwitserse Bureau voor Statistiek, gevestigd in Neuchâtel. Het bureau valt onder het Departement van Binnenlandse Zaken, het Zwitserse ministerie voor Binnenlandse Zaken.

## Statistieken
De statistieken van de volgende thema's worden verwerkt voor heel Zwitserland:
- 00 - Elementaire statistische gegevens en enquêtes
- 01 - Bevolking
- 02 - Ruimte en milieu
- 03 - Arbeid
- 04 - Volkseconomie
- 05 - Prijzen
- 06 - Industrie en dienstverlening
- 07 - Land- en bosbouw
- 08 - Energie
- 09 - Bouw en woningen
- 10 - Toerisme
- 11 - Mobiliteit en verkeer
- 12 - Banken en verzekeringen
- 13 - Sociale zekerheid
- 14 - Gezondheid
- 15 - Opleidingen en wetenschap
- 16 - Cultuur en media, informatiemaatschappij, sport
- 17 - Politiek
- 18 - Openbaar financiën
- 19 - Criminaliteit en strafrecht
- 20 - Economische en sociale situatie van de bevolking
- 21 - Duurzame ontwikkeling